# Грб Уругваја
Грб Уругваја је званични хералдички симбол јужноамеричке државе Уругвај. Грб је усвојен 19. марта 1829. године. 

## Опис грба
Грб се састоји од овалног штита раздељеног на четири поља. У горњем левом пољу налази се вага правде, у горњем десном брдо Монтевидео с тврђавом на врху, у доњем левом коњ симбол слободе и у доњем десном говедо. Штит је окружен ловоровом и маслиновом граном, а изнад штита је Мајско сунце, симбол уздизања уругвајске нације.